# Suites pour violoncelle seul de Reger
Pour les articles homonymes, voir Suite pour violoncelle.

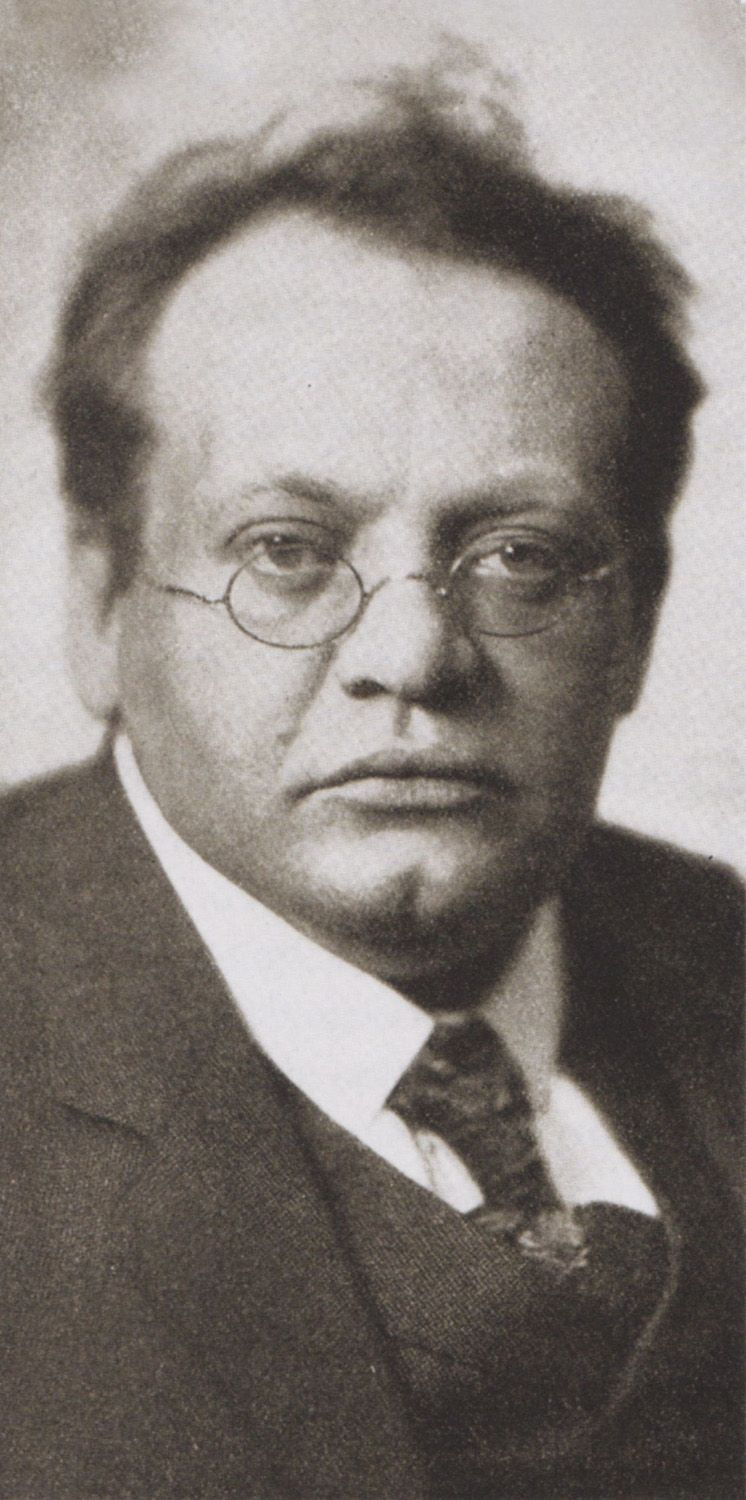
Max Reger

Les trois Suites pour violoncelle seul (op. 131c) de Max Reger ont été composées en 1915 et comptent parmi les plus difficiles du répertoire pour l'instrument.

## Mouvements
Pour une explication des mouvements voir : indications de tempo dans la musique.

### Suiteno1ensolmajeur
1. Prélude (Vivace)
2. Adagio
3. Fugue (Allegro)

### Suiteno2enrémineur
1. Prélude (Largo)
2. Gavotte (Allegretto)
3. Largo
4. Gigue (Vivace)

### Suiteno3enlamineur
1. Prélude
2. Scherzo (Vivace)
3. Andante con variazioni

## Contexte
Max Reger ne reproduit pas strictement la suite baroque, mais réalise une séquence libre de trois, et au plus quatre mouvements, de caractère différent. Il commence toujours par un prélude, pour mettre le mouvement en mouvement avec une séquence de doubles croches à peine interrompue.
La Gavotte et la Gigue de la Suite no 2, bien qu'appartenant aux mouvements traditionnels de la suite, Reger rompt cependant cette forme avec un Largo, qui évoque un soliloque mélancolique.
Avec Max Reger, la littérature pour cordes seules connaît une Renaissance, qui va se poursuivre un demi-siècle dans les œuvres de Hindemith, Bartók, Honegger et d'autres.

## Discographie
- Rama Jucker (décembre 1979, Accord) (OCLC 23218180)
- Luca Signorini (septembre 1990, Nuova Era 7016) (OCLC 26863752)
- Werner Thomas-Mifune (1992, Calig CAL 50921) (OCLC 874924004)
- Hans Zentgraf (septembre 1993, MDG) (OCLC 36956041)
- Jörg Metzger (1995, Concerto Bayreuth) (OCLC 312869932)
- Pieter Wispelwey (4-6 septembre 1995, Channel Classics CCS 9596) (OCLC 36033692)
- Guido Schiefen (25-27 janvier 1999, Oehms Classics) (OCLC 76859828)
- Norbert Hilger (2002, Querstand) (OCLC 164992884)
- Alban Gerhardt (28-31 août 2006 / 5-7 avril 2007, Hyperion) (OCLC 191936354)
- Adalbert Skocic (19-21 janvier 2009, Gramola) (OCLC 768772765)

Matt Haimovitz a enregistré en 1990, la première suite pour DG.
Vincent Belanger a enregistré la 3e suite en 2015 pour AudioNoteMusic (ANM1601).